# Mária Jozefa spanyol infánsnő
Mária Jozefa (olaszul: Maria Giuseppina, spanyolul: María Josefa; Gaeta, Nápolyi Királyság, 1744. július 6. – Madrid, Spanyolország, 1801. december 8.), Bourbon-házból származó nápolyi és szicíliai királyi hercegnő, spanyol infánsnő, III. Károly spanyol király és Szászországi Mária Amália királyné legidősebb életben maradt leánya, aki fivére, IV. Király király spanyol udvarában élt. Nem házasodott meg és nem születtek gyermekei.

## Élete

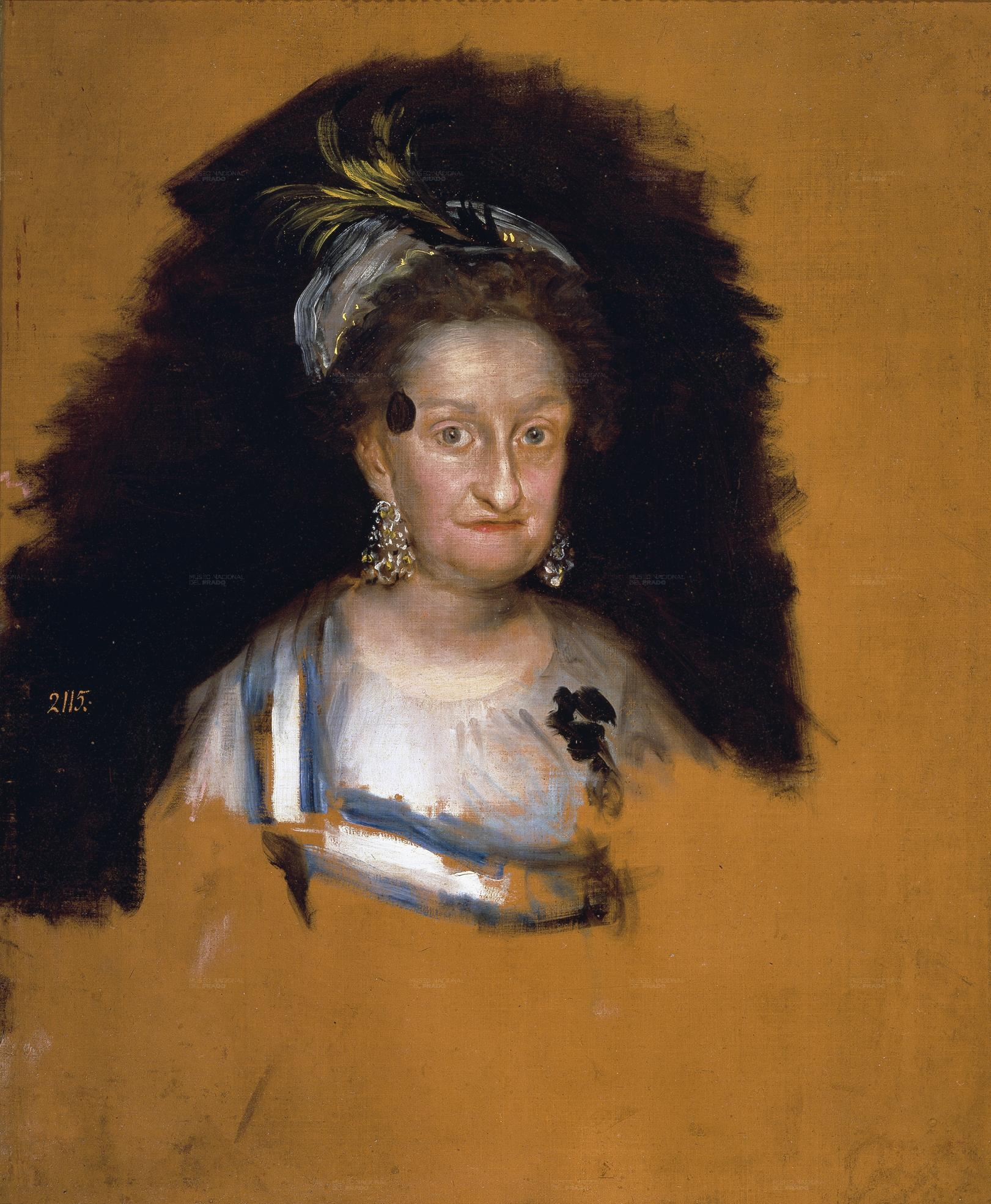
Az idős Mária Jozefa infánsnő 1800 körül Francisco de Goya vázlatán (Madridi Nemzeti Múzeum)

Mária Jozefa Karméla 1744. július 6-án született Gaetában. Nevét anyai nagyanyjáról, a Habsburg-házból való Mária Jozefa lengyel királynéról kapta. A hercegnő édesapja, Károly király 1734 óta vezette a perszonálunióban álló Nápolyi és Szicíliai Királyságot. Apja 1738-ban vette feleségül Szászországi Mária Amáliát. A hercegnő volt a királyi pár negyedik leánya és az első gyermek, aki túlélte az öt éves kort. Születése idején egy nővére volt, Mária Izabella Anna, aki végül 1749-ben hunyt el.
Eredetileg őt szánták Mária Terézia német-római császárné fiának, Péter Lipót főherceg feleségének, ám ő végül Mária Jozefa húgát, Mária Ludovikát vette feleségül. 1759-ben a spanyol korona édesapjára szállt nagybátyja, VI. Ferdinánd spanyol király fiúutód nélkül való halála után, így ettől kezdve Mária Jozefát is megillette a spanyol infánsnői rang. Miután 1768-ban elhunyt Leszczyńska Mária királyné, felvetődött, hogy az özvegy XV. Lajos francia király feleségül veszi az akkor huszonnégy esztendős infánsnőt, ám a tervet végül elvetették.
Élete hátralévő részében fivére, IV. Károly spanyol király udvarában élt Madridban. Sosem házasodott meg és nem születtek gyermekei. Mivel életében aktívan támogatta a karmelita nővéreket, így az 1801. december 8-án, ötvenhét éves korában bekövetkezett halála után a madridi Szent Teréz-kolostorban helyezték el, ahonnan maradványait 1877-ben átszállították a spanyol királyi család hagyományos temetkezési helyére, a San Lorenzo de El Escorial-i királyi kolostorba.

## Forrás
- Marie Josefa Carmela de Borbón (angolul)